# Plötzensee
Plötzensee var et fængsel i Berlin, Tyskland.
I løbet af 1940'erne blev over 2.000 modstandere af nazi-regimet, for det meste konservative officerer, henrettet her. Efter kommunismens sammenbrud afsonede mange tidligere DDR-ledere og regimets ansatte deres straffe i Plötzensee. En af de mest prominente fanger var DDRs sidste kommunistleder, Egon Krenz, som blev løsladt julen 2003.